# Гринюк Леонтій Назарович
Лео́нтій Наза́рович Гриню́к  (нар. 26 січня 1950, Матейків) — український художник декоративного скла і живописець; член Вінницької організації Спілки художників України з 1985 року. Заслужений діяч мистецтв України з 1999 року.

## Біографія
Народився 26 січня 1950 року в селі Матейкові (нині Жмеринський район Вінницької області, Україна). 1973 року закінчив Одеське художнє училище за програмою «Художнє оформлення» (педагоги Л. Н. Любарська, А. Г. Черняєв); 1982 року закінчив відділення художнього скла Львівського інституту декоративного та прикладного мистецтва (педагоги Святослав Мартинюк, Андрій Соболев, Степан Коропчак, Богдан Галицький. Дипломна робота — декоративна композиція «Сорочинський ярмарок» (керівник Володимир Рижанков, оцінка — добре).
Протягом 1982—1997 років працював на Вінницькому художньо-виробничому комбінаті. У 1997—2014 роках очолював Вінницьку обласну організацію Національної спілки художників України. Мешкає у Вінниці в будинку на вулиці Пирогова, № 3а, квартира № 70.

## Творчість

Вже знову прийшла весна. Батьки.

Працює у галузях станкового живопису, художнього скла, монументального вітражу. Серед робіт:
- декоративні набори «Вечори на хуторі біля Диканьки», «Чортівня» (обидва — 1982), «Сорочинський ярмарок» (1983), «Ніч перед Різдвом» (1984), «Літо» (1986), «Мамаї» (1987);
- розписи на склі «Неофіти» (1989), «Ярмарок» (1991);
- набір штофів «Козак-бандурист» (1987);
- вітражі «Стара медицина» (1983), серія «Старе місто» (залізничний вокзал міста Кам'янця-Подільського, 1992), у Летичівському костелі Діви Марії (1996);
- живопис «Козак-бандурист» (1993), «Фольклорний мотив» (1995), «Скелі» (1997), «Ярмарок» (2000), «На Покрову» (2001); диптих «Танець» (2002).

Учасник обласних, республіканських, міжнародних виставок з 1982 року. Персональні виставки відбулися у Вінниці у 1991, 1994, 1995, 2000, 2005, 2006 роках; Львові і Тернополі у 1992 році.
Учасник живописних пленерів у Польщі, Кам'янці-Подільському, Немирові, Хмільнику, Вінниці; селах Грушівці, Селище, Степашках, Очакові; Криму, Пущі-Водиці.
Твори зберігаються у Національному музеї українського народного декоративного мистецтва та Національному музеї народної архітектури та побуту України у Києві, Вінницькому, Хмельницькому, Тернопільському художніх музеях, галереї санаторію «Авангард» міста Немирова та приватних колекціях.
Автор статей в Енциклопедії сучасної України.